# Daubach (Westerwald)
Pentru alte semnificații ale cuvântului Daubach vezu pagina de dezambiguizare Daubach.
Daubach (Westerwald) se referă la comuna Daubach din districtul Westerwald din landul Renania-Palatinat, Germania.
1. ↑  Alle politisch selbständigen Gemeinden mit ausgewählten Merkmalen am 31.12.2018 (4. Quartal) (în germană), Statistisches Bundesamt[*], arhivat din original la 10 martie 2019, accesat în 10 martie 2019
2. ↑  GeoNames